# Lac Chigoubiche
Pour les articles homonymes, voir Chigoubiche.
Le lac Chigoubiche est le principal plan d'eau douce à la tête de la rivière Chigoubiche (versant de la rivière Ashuapmushuan), coulant dans le territoire non organisé de Lac-Ashuapmushuan, dans la municipalité régionale de comté (MRC) Le Domaine-du-Roy, dans la région administrative du Saguenay-Lac-Saint-Jean, dans la province de Québec, au Canada.
Situé à mi-chemin entre Saint-Félicien et Chibougamau, le lac Chigoubiche s’avère le plus important plan d'eau de la réserve faunique Ashuapmushuan. Ce lac s’étend chevauche les
cantons de Lorne, de Bochart, d’Avaugour et d’Argenson.
Le chemin de fer du Canadien National longe la rive Nord-Est du lac. La route 167 reliant Chibougamau à Saint-Félicien (Québec) passe sur la rive Nord-Est du lac. Une route forestière contourne le lac.
La foresterie constitue la principale activité économique du secteur. Les activités récréotouristiques arrivent en second.
La surface du lac Chigoubiche est habituellement gelée du début novembre à la mi-mai, toutefois la circulation sécuritaire sur la glace se fait généralement de la mi-novembre à la mi-avril.

## Géographie
Le lac Chigoubiche comporte une longueur de 7,7 km, une largeur maximale de 5,5 km et une altitude de 359 m. Ce lac est surtout alimenté par huit décharges lesquelles drainent plusieurs dizaines de lacs environnants. Il est situé à 7,1 km à l’Est du lac Ashuapmushuan.
L’embouchure du lac Chigoubiche est localisée à :
- 25,8 km au Sud-Ouest de l’embouchure de la rivière Chigoubiche (confluence avec la Rivière Ashuapmushuan) ;
- 88,4 km au Nord-Ouest de l’embouchure de la rivière Ashuapmushuan (confluence avec le lac Saint-Jean) ;
- 129,2 km à l’Ouest de l’embouchure du lac Saint-Jean (confluence avec la rivière Saguenay)[1].

Les principaux bassins versants voisins du lac Chigoubiche sont :
- côté Nord : lac Desgly, rivière Ashuapmushuan, rivière la Loche (rivière Ashuapmushuan) ;
- côté Est : rivière Ashuapmushuan, ruisseau Garlin, ruisseau Pomy, ruisseau Adon, rivière Kanatuashuekanutsh, rivière Kanishushteu ;
- côté Sud : rivière du Grand Portage, rivière du Grand Portage Sud-Ouest, ruisseau Lavin, rivière du Pilet, lac Béland ;
- côté Ouest : rivière de la Licorne, lac Ashuapmushuan, ruisseau de la Côte Croche, rivière Marquette.

Le lac Chigoubiche se déverse au fond d’une baie (longueur : 4,5 km) en forme de corne, dans la partie Sud-Est du lac. À partir de l’embouchure du lac, le courant descend la rivière Chigoubiche sur 40 km vers l’Est en formant de grands serpentins, jusqu’à la rive Ouest de la rivière Ashuapmushuan. Cette dernière confluence est située à 17,1 km en
aval de l’embouchure de la rivière aux Brochets (rivière Ashuapmushuan).
À partir de l’embouchure de la rivière Chigoubiche, le courant emprunte le cours de la rivière Ashuapmushuan vers le Sud-Est, laquelle se déverse à Saint-Félicien (Québec) sur la rive Ouest du lac Saint-Jean.

## Toponymie
Lors de son expédition de 1732, l'arpenteur Joseph-Laurent Normandin a noté ce toponyme
lequel dérive du terme innu « ushukupish », signifiant « l'endroit où les Betsis [Becs-scie] couvent ». Ce toponyme connait plusieurs variantes graphiques tels « Lac Chigobiche », « Lac
Shecoubish » et « Ushukupis Shakahikan » ; cette dernière forme étant celle utilisée aujourd'hui par les Innus de Mashteuiatsh. De 1950 environ à 1964, ce plan d’eau sera désigné « Lac d'Argenson », d'après le nom du canton où il se situe.
À l'époque de Normandin, les Autochtones de la région considéraient le cours de la rivière et le lac Chigoubiche comme étant le plus court chemin pour atteindre le lac Ashuapmushuan lequel est situé à quelques kilomètres plus à l'ouest. Selon ses notes d’exploration, Normandin constate d'ailleurs l’abondance en animaux à fourrure dans cette zone, notamment en castors, en caribous, en renards et en martres ; les chasseurs et les marchands fréquentant cette région giboyeuse.
De nos jours, en plus de s'adonner encore à la chasse sur ce territoire, les amateurs de la nature y pratiquent aussi la pêche sportive, notamment au brochet et au doré.
Le toponyme « lac Chigoubiche » a été officialisé le 5 décembre 1968 par la Commission de toponymie du Québec.